# Іоанна II (пфальцграфиня Бургундії)
Іоанна (Жанна) (15 січня 1292 — 21 січня 1330) — пфальцграфиня Бургундії з 1315 року, графиня Артуа з 1329 року, королева-консорт Франції і Наварри в 1316 — 1322 роках. Старша донька Оттона IV (пфальцграфа Бургундії) та його другої дружини Матильди (графині Артуа). Дружина короля Франції і Наварри Філіппа V.

## Біографія
Народилась в сім'ї Оттона IV (пфальцграфа Бургундії) та його другої дружини Матильди Артуа, в майбутньому графині Артуа. 2 березня 1295 року в Венсенському замку, було підписано договір про шлюб між Іоанною та молодшим сином французького короля Філіппом. Основним пунктом договору було успадкування Іоанною Бургундії та перехід пфальцграфства під управління королем, в обмін на грошову компенсацію. Король також зобов'язався виховувати дітей Оттона. Коли в 1300 році народився молодший брат Іоанни Роберт, він виявився позбавленим спадщини батька, тим не менш він став спадкоємцем графства Артуа в 1302 році, де графинею стала їх мати.
17 березня 1303 після смерті батька Іоанна стала пфальцграфинею Бургундії.
21 січня 1307 року одружилася з майбутнім королем Філіппом V Довгим (середнім сином Філіппа Вродливого), мала від нього чотирьох дочок (в порядку народження: Іоанна, Маргарита, Ізабелла, Бланка) і сина Філіппа, який помер у дитинстві.
Разом з троюрідною тіткою Маргаритою Бургундською і сестрою Бланкою Бургундською була замішана у відомій справі Нельської вежі в 1314 році. Однак на суді, на відміну від сестер, факт подружньої невірності не було доведено. Іоанну звинуватили в пособництві і помістили до замку Дурдан, звідки її випустили 1315 року за клопотанням її чоловіка Філіппа Пуатьє. Її сестрі і троюрідній тітці пощастило менше, їх заточили в суворий замок Шато-Гаяр, де Маргарита через рік зустріла свою смерть, а Бланка, не сповна розумом, провела майже все життя.
Була коронована разом з чоловіком 9 січня 1317 року. Королевою Франції вона пробула шість років, а в 1322 році стала вдовуючою королевою.
У 1329 році, після смерті матері, Іоанна успадкувала графство Артуа. Померла вслід за матір'ю в 1330 році по дорозі до свого графства. Її несподівану і швидку кончину багато хто вважав справою рук Роберта III д'Артуа, претендента на однойменне графство. На думку французького історика Жана Фав'є, така версія неспроможна, бо після смерті королеви Іоанни її володіння успадкувала старша дочка, бургундська герцогиня Іоанна III, з якою Роберту також довелося вести тяжбу (таким чином, від зміни опонента він нічого не виграв, а лише втратив, бо графиню Артуа підтримувала могутня бургундська партія). Фав'є зазначає, що смерть Іоанни була вигідніша її зятю і головному супротивнику Роберта Артуа, герцогу Еду IV Бургундському, дружина якого в результаті успадкувала Артуа і Вільне графство Бургундське (Франш-Конте), багаторазово збільшивши володіння Бургундського дому.

## Родина
Чоловік — Філіпп V (1293—1322), король Франції та Наварри
Діти:
- Іоанна (1308—1347) — пфальцграфиня Бургундії, графиня Артуа. Дружина Еда IV. герцога бургундії
- Маргарита (1309—1382) — пфальцграфиня Бургундії, графиня Артуа. Дружина Людовика I (графа Фландрії).
- Ізабелла (1312—1348) — дружина Гіга VIII, дофіна В'єнського (1 чол.), Жана III, володаря Фоконьє.
- Бланка (1313—1358) — черниця.
- Філіпп (1316—1317) — кронпринц Франції з 19 листопада 1316. Помер у віці восьми місяців.

## Іоанна в мистецтві
Іоанна Бургундська є однією з героїнь циклу історичних романів «Прокляті королі» французького письменника Моріса Дрюона, а також двох французьких серіалів-екранізацій. У серіалі «Прокляті королі» 1972 року роль Жанни виконувала акторка Катрін Ріш, а в однойменному серіалі 2005 року — Жюлі Депардьє.